# エンセン井上
エンセン井上（エンセン いのうえ、1967年4月15日 - ）は、アメリカ合衆国および日本の元総合格闘家、プロレスラー。ハワイ州ホノルル出身。PUREBRED所属。初代修斗世界ヘビー級王者。VALE TUDO JAPAN '98でUFCヘビー級王者（当時）のランディ・クートゥアに勝利。

## 来歴
エロール・イノウエとエヴァンジェリン・イノウエの息子。広島にルーツを持つ日系アメリカ人4世。ハワイ大学在学中にラケットボールの選手として来日。22歳から始めたブラジリアン柔術をバックボーンに1995年1月に修斗デビュー。
1997年5月30日にUFCが開催したUFC 13のヘビー級トーナメントに出場し、1回戦でロイス・アルジャーと対戦。アームロックで一本勝ちしたが、負傷のため決勝は棄権した。同年10月12日に修斗の初代ヘビー級王座認定戦でジョー・エステスにTKO勝利し、王座を獲得。
1998年10月25日、VALE TUDO JAPAN '98でUFC世界ヘビー級王者のランディ・クートゥアと対戦し、腕ひしぎ十字固めで一本勝ち。試合後に「皆さん!オレが負ける言った人、くたばれ!」とマイクアピールした。同年12月11日、「U-DREAMS 1st IMPACT」でジョン・カルボと変形修斗ルールで対戦し、2分13秒腕ひしぎ十字固めで一本勝ち。
「リングの魂 - 格闘界アームレスリング王」で優勝。

### PRIDE
1999年4月29日に開催されたPRIDE.5でPRIDEに初出場し、西田操一にスリーパーホールドで一本勝ち。
2000年8月27日に開催されたPRIDE.10のイゴール・ボブチャンチン戦ではスタンドでのパンチ合戦に挑み、鼓膜など耳内を損傷。その後遺症もあって引退を決意。「心が折れたため」「イラク戦争で米兵に志願するため」という理由もあった。なお、米軍への入隊は拒否された。
2000年12月23日に開催されたPRIDE.12でヒース・ヒーリングと対戦し、グラウンドの膝蹴りでTKO負け。試合後、リング上で「今日は100％出しました。今日が私の大和魂の最後の試合でした」と引退を宣言した。
2001年3月25日に開催されたPRIDE.13で兄であるイーゲン井上に勝利したガイ・メッツァーからマイクアピールで挑戦表明を受けた。なお、エンセンはこれはメッツァーがPRIDEからマイクアピールを頼まれたためであり、試合後メッツァー本人から謝罪を受けたと語っている。
2002年2月24日に開催されたPRIDE.19でアントニオ・ホドリゴ・ノゲイラと引退マッチを行い、三角絞めで失神し一本負け。

### 引退後
2003年3月9日、新日本プロレスにクレイジー・ドッグスのボスとして出場し、魔界倶楽部と抗争した。新日本離脱後は、リキプロ、ビッグマウス・ラウドに出場した。
2006年8月15日に総合格闘技興行「『心』 Kill or be Killed」を後楽園ホールで開催し、プロデューサーを務めた。金原弘光やジャダンバ・ナラントンガラグなどが出場した。
2010年4月25日に開催された「吉田秀彦引退興行 〜ASTRA〜」にて、約6年ぶりに総合格闘技に復帰。アンズ・"ノトリアス"・ナンセンと対戦し、1ラウンド2分10秒に腕ひしぎ十字固めで一本勝ち。
指導者としては、1995年から埼玉県の総合格闘技ジム「スーパータイガージム大宮(スーパータイガーセンタージム)」で柔術の指導を務める。その後ジム名は「シューティングジム大宮」、「PUREBRED大宮」へと変遷した。スダリオ剛らを指導した。

## 人物
キャッチフレーズは「大和魂」であり、自身の体にも大和魂の刺青を彫っている。大和魂Tシャツが販売され一時期人気を博した。動物好きであり、ブログなどで愛犬「修斗くん」（2010年3月9日死去、アメリカン・ピット・ブル・テリア）、愛猿「ホシャンくん」（マーモセット）や他の動物と撮った写真を投稿している。

## 家族・私生活
兄は総合格闘家のイーゲン井上。2000年に山本美憂と入籍し、2004年に離婚。山本美憂の弟、山本"KID"徳郁とも親交があった。
2025年6月現在の妻は、総合格闘家のセラ。

## 不祥事
1999年3月に記者に対し傷害事件を起こし、2002年に有罪判決を受けた（懲役6か月、執行猶予2年）。修斗のヘビー級王座を返上し、プロ修斗ライセンスの無期停止処分となった（2000年2月9日付けでライセンス無期停止処分は解除された）。
2002年に元所属会社社長を恐喝・暴行し、2004年に賠償命令を受けた。
2008年10月18日、東京都豊島区で大麻16.9グラムを所持していたところを職務質問を受け、大麻取締法違反で現行犯逮捕された。12月26日に判決公判が開かれ、懲役10か月、執行猶予3年（求刑懲役10か月）の判決が言い渡された。
2024年5月23日、アメリカの郵便局から麻薬成分の入ったチョコレートを日本の自宅に発送したとして麻薬取締法違反の疑いで逮捕され、7月3日に同法違反の罪などで起訴された。10月3日、さいたま地裁は懲役2年、執行猶予4年の有罪判決を言い渡した。

## 戦績

### 総合格闘技
| 総合格闘技 戦績 | 総合格闘技 戦績 | 総合格闘技 戦績 | 総合格闘技 戦績 | 総合格闘技 戦績 | 総合格闘技 戦績 | 総合格闘技 戦績 |
| --------------- | --------------- | --------------- | --------------- | --------------- | --------------- | --------------- |
| 20 試合         | (T)KO           | 一本            | 判定            | その他          | 引き分け        | 無効試合        |
| 12 勝           | 4               | 8               | 0               | 0               | 0               | 0               |
| 8 敗            | 4               | 1               | 2               | 1               | 0               | 0               |

| 勝敗 | 対戦相手                       | 試合結果                                 | 大会名                                                    | 開催年月日     |
| ○    | アンズ・"ノトリアス"・ナンセン | 1R 2:10 腕ひしぎ十字固め                 | 吉田秀彦引退興行 〜ASTRA〜                                | 2010年4月25日  |
| ×    | トム・サワー                   | 1R 4:14 TKO（マウントパンチ）            | SuperBrawl 35                                             | 2004年4月16日  |
| ○    | 西田操一                       | 1R 0:55 ギロチンチョーク                 | Fury Full Contact Fighting 1                              | 2004年1月10日  |
| ×    | アントニオ・ホドリゴ・ノゲイラ | 1R 6:17 三角絞め                         | PRIDE.19                                                  | 2002年2月24日  |
| ×    | ヒース・ヒーリング             | 1R 4:31 TKO（グラウンドの膝蹴り）        | PRIDE.12                                                  | 2000年12月23日 |
| ×    | イゴール・ボブチャンチン       | 1R終了時 TKO（ドクターストップ）         | PRIDE.10                                                  | 2000年8月27日  |
| ×    | マーク・ケアー                 | 15分1R終了 判定0-3                       | PRIDE GRANDPRIX 2000 開幕戦 【1回戦】                     | 2000年1月30日  |
| ○    | 西田操一                       | 1R 0:24 スリーパーホールド               | PRIDE.5                                                   | 1999年4月29日  |
| ○    | ジョン・カルボ                 | 1R 2:13 腕ひしぎ十字固め                 | U-DREAMS                                                  | 1998年12月11日 |
| ○    | ランディ・クートゥア           | 1R 1:39 腕ひしぎ十字固め                 | VALE TUDO JAPAN '98                                       | 1998年10月25日 |
| ×    | フランク・シャムロック         | 2R 7:17 反則失格（セコンドのリングイン） | VALE TUDO JAPAN '97                                       | 1997年11月29日 |
| ○    | ジョー・エステス               | 1R 1:06 TKO（パンチ連打）                | 修斗 IV Reconquista 【修斗ヘビー級王座認定戦】            | 1997年10月12日 |
| ○    | ロイス・アルジャー             | 1R 1:37 アームロック                     | UFC 13: The Ultimate Force 【ライト級トーナメント 1回戦】 | 1997年5月30日  |
| ○    | レイ・ズール                   | 1R 0:45 TKO（肘打ち）                    | 修斗 II Reconquista                                       | 1997年4月6日   |
| ○    | ムスタク・アブドーラ           | 1R 0:38 TKO（パウンド）                  | 修斗 LET'S GET LOST 〜失地回復〜                          | 1996年10月4日  |
| ×    | イゴール・ジノビエフ           | 1R 0:44 TKO（パウンド）                  | VALE TUDO JAPAN '96                                       | 1996年7月7日   |
| ×    | ジョー・エステス               | 8分3R終了 判定0-2                        | 修斗                                                      | 1996年5月7日   |
| ○    | アンドレ・マナート             | 1R 3:19 TKO（パンチ）                    | 修斗                                                      | 1996年1月20日  |
| ○    | エド・デ・クライフ             | 1R 1:40 腕ひしぎ十字固め                 | 修斗                                                      | 1995年7月29日  |
| ○    | レネ・ローゼ                   | 1R 6:41 スリーパーホールド               | VALE TUDO JAPAN OPEN 1995                                 | 1995年4月20日  |
| ○    | 茂田信吾                       | 1R 1:10 TKO（パンチ連打）                | 修斗 VALE-TUDO ACCESS III                                 | 1995年1月21日  |

### グラップリング
| 勝敗 | 対戦相手               | 試合結果                 | 大会名                                | 開催年月日    |
| ○    | トゥリー・クリハーパイ | 1R 1:15 腕ひしぎ十字固め | PRIDE.7 【PRIDEコンテンダーズルール】 | 1999年9月12日 |
| ×    | マリオ・スペーヒー     | 判定                     | ADCC 1999                             | 1999年2月     |

## 獲得タイトル
- 初代修斗ヘビー級王座（1997年）